# ماری روانه
ماری روانه (به فرانسوی: Marie Rouanet) نژادشناس،نویسنده و خواننده قرن بیستم میلادی اهل فرانسه است.